# Chiojdeanca
Chiojdeanca község és falu Prahova megyében, Munténiában, Romániában. A hozzá tartozó települések: Nucet és Trenu.

## Fekvése
A megye keleti részén található, a megyeszékhelytől, Ploieștitől, negyven kilométerre északkeletre, a Chiojdeanca folyó mentén.

## Története
Neve a magyar „köves” szóból származik. Első írásos említése 1607-ből való.
A 19. század végén a község Prahova megye Podgoria járásához tartozott és ugyanazon falvakból tevődött össze mint manapság, összesen 2222 lakossal. A község tulajdonában volt egy 1892-ben épült iskola, három templom valamint három malom a Chiojdeanca folyón.
1924-es évkönyv szerint a községhez tartozott még Puterău tanya is, lakossága pedig 3072 főt tett ki. 1931-es feljegyzésekben a községet alkotó falvak között Puterău már nem szerepelt.
1950-ben közigazgatási átszervezés alapján, a Prahova-i régió Teleajen rajonjához került, majd 1952-ben a Ploiești régióhoz csatolták.
1968-ban ismét megyerendszert vezettek be az országban, a község az újból létrehozott Prahova megye része lett.

## Lakossága
| Nemzetiségek | 2002 | 2002    |
| ------------ | ---- | ------- |
| Románok      | 1812 | 100,00% |
| Összesen     | 1812 | 100,0%  |

## Látnivalók
- Cuvioasa Paraschiva – Văgăunești ortodox fatemplom - melyet 1780 és 1786 között építettek.
- 1719-ből való kőkereszt, a középkorban ennél a keresztnél hagyták magukra és itt haltak éhen azok akik pestissel megfertőződtek.
- Maicii Domnului ortodox templom - Stan Dragomir bojár adományából 1897 és 1902 között épült.
- Stan Dragomir bojár udvarháza - jelenleg az község orvosi rendelője működik benne.

## Híres emberek
- Andrei Rădulescu (Chiojdeanca, 1880. – 1959.): újságíró, egyetemi tanár, a Román Akadémia elnöke 1946 és 1948 között.
- Eugen Simion (Chiojdeanca, 1933. május 25. –): író, kritikus, esszéista, egyetemi tanár valamint a Román Akadémia elnöke 1998 és 2006 között.
- Ștefan Gh. Ionescu (Chiojdeanca, 1881. február 6. – ?): tábornok II. Károly román király idejében valamint a román hadsereg főparancsnoka  1937. november 1-jétől egészen 1939. február 1-jéig.
- Romulus Cioflec (1882. – 1955.): író, aki pályafutását Chiojdeanca településén kezdte tanárként.